# A.M.Entertainment
株式会社A.M.Entertainment（エー・エム・エンターテインメント）は、日本の芸能事務所。略称はA.M.E。

## 概要
2015年12月、都内の北青山に設立。2017年1月に渋谷区東へ移転し現在に至る。
主に女性タレントを中心とした、モデル・俳優・文化人等のマネジメント業務。企画・制作・販売・著作権などを管理。広告代理業などを運営。
2018年7月、KeyHolder、秋元康ら業界関係者と共同で、合弁会社「FA Project」を設立。

## 所属
※2024年5月時点

### タレント・モデル・俳優
- 生駒里奈（元乃木坂46）
- 鈴木絢音（元乃木坂46）
- 谷口めぐ（元AKB48）[4]
- 藤井悠
- 宮脇咲良（LE SSERAFIM、元HKT48、元IZ*ONE）- 韓国での活動はSOURCE MUSICに所属[5]
- 木佐貫まや（業務提携）

### 過去の所属者
- 今吉めぐみ（元SDN48）
- 中村衣里
- 佐藤ミケーラ（元アイドリング!!!）
- 横島亜衿（元AKB48）
- 玉川来夢（元アイドリング!!!）
- 石倉侑芽（ゆめちん）
- 池田ゆり
- 高橋胡桃（元アイドリング!!!）
- 三橋観月
- 八角瑛子（元OS☆U）
- 青井しずか（Mama&Sonと業務提携）
- 吉田志織